# Rape Culture

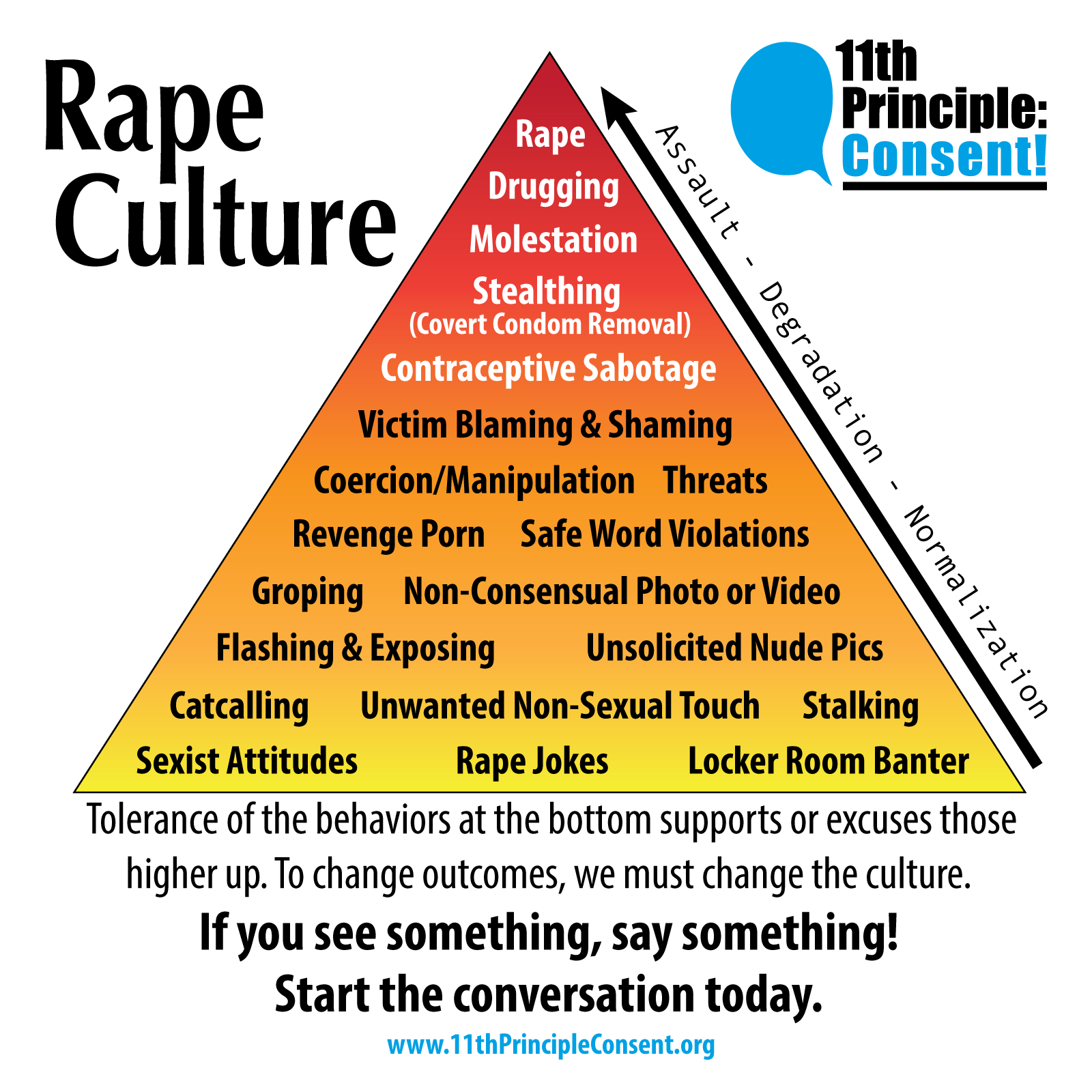
Englischsprachige Darstellung einer Rape Culture als Pyramide. Die Phänomene auf den unteren Ebenen (Vergewaltigungswitze, Catcalling, sexistische Einstellungen) sind jeweils notwendige Bedingungen für diejenigen auf oberen Ebenen (Victim blaming, Rachepornos, Stealthing). Vergewaltigungen sind dementsprechend nur die sprichwörtliche „Spitze des Eisbergs“.

Unter dem Begriff Rape Culture (von englisch rape „Vergewaltigung“, und culture „Kultur“) wird das Zusammenspiel verschiedener sozialer Normen und gängiger Überzeugungen verstanden, das dazu führt, dass Vergewaltigungen und andere Formen sexualisierter Gewalt innerhalb einer Gesellschaft toleriert und verharmlost werden.
Durch eine Rape Culture wird die Verantwortung für die Verhinderung von sexualisierter Gewalt teils oder ganz auf die Opfer (in der Regel Frauen) übertragen – etwa indem ihnen vorgeworfen wird, eine Vergewaltigung durch die Wahl ihrer Kleidung oder durch ihr Verhalten provoziert zu haben (Victim blaming). Damit geht die Verharmlosung von sexualisierter Gewalt sowie die Herabsetzung Betroffener einher. Täter werden hingegen verteidigt und häufig vor juristischen Konsequenzen geschützt.

## Begriff

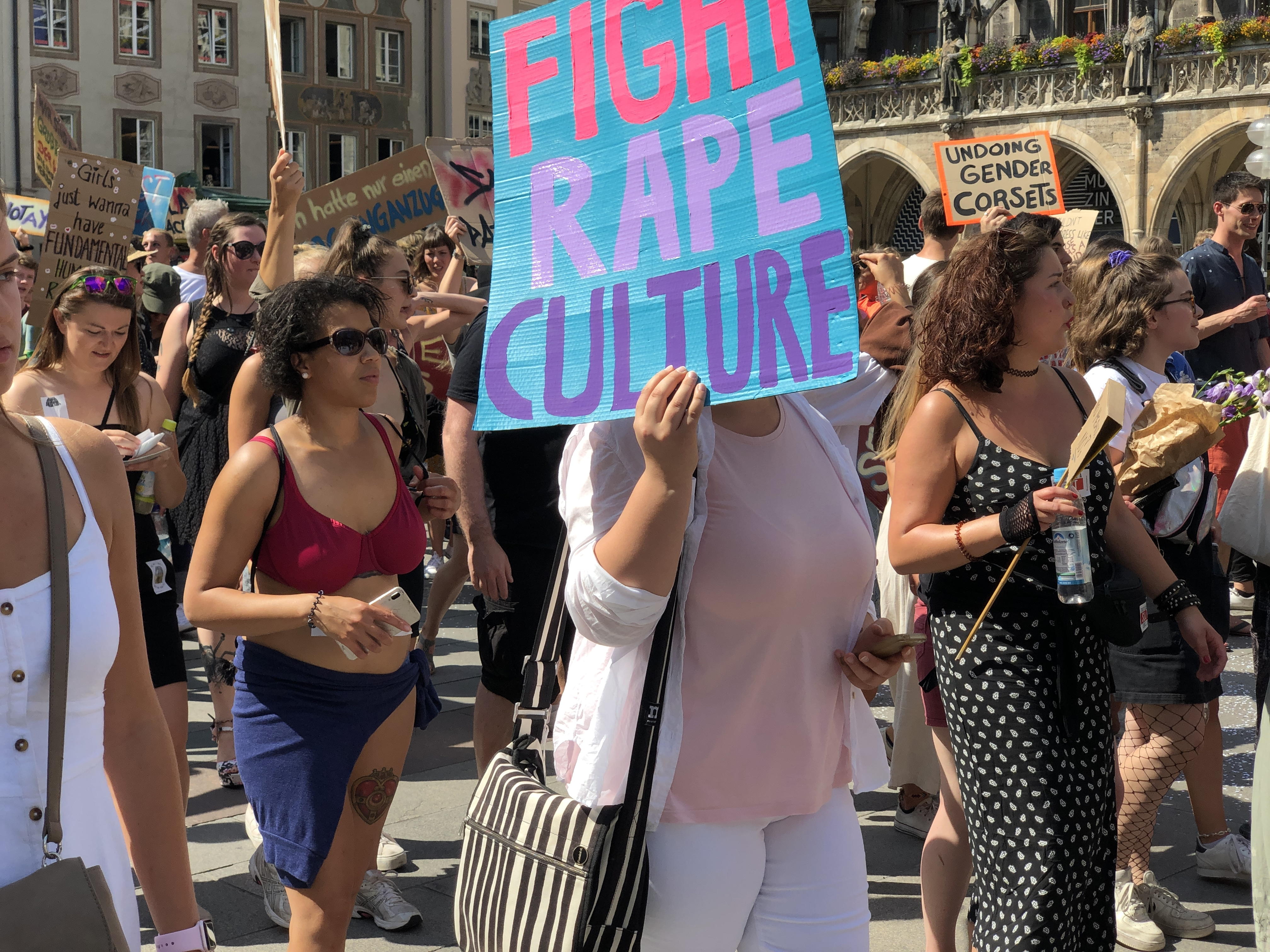
„Fight Rape Culture“: Verwendung des Begriffs durch Teilnehmende des Slutwalks in München (2019)

Der Begriff Rape Culture wird in feministischen, politischen und sozialwissenschaftlichen Diskursen verwendet. In der deutschsprachigen Literatur finden sich sowohl der Anglizismus Rape Culture als auch seltener die direkte Übersetzung Vergewaltigungskultur. Sexuelle Übergriffe und andere Formen sexualisierter Gewalt sind zwar in erster Linie Verbrechen einzelner Individuen, können aber durch eine Vielzahl sozialer Faktoren begünstigt werden. Wenn eine Gesellschaft oder Gemeinschaft solche Faktoren aufweist, besitzt sie eine Rape Culture.
In der Praxis beinhaltet der Begriff Rape Culture, dass  z. B. Vergewaltigung oder auch sexuelle Belästigung zwar gesetzlich unter Strafe stehen, aber immer wieder als eine Art Kavaliersdelikt verharmlost werden. Dabei wird den Opfern oft eine gewisse Mitschuld an der Tat unterstellt, während viel Verständnis für die Befindlichkeiten und Rechtfertigungen der Täter an den Tag gelegt wird. Die Literatur- und Kulturwissenschaftlerin Christine Künzel erkannte beispielsweise genau diese Muster in der medialen Berichterstattung rund um den Fall Dominique Strauss-Kahn.

## Ursprung und Verwendung des Ausdrucks
In den frühen 1970er Jahren begannen Feministinnen mit Versuchen, das Bewusstsein einer breiteren Öffentlichkeit für das Vorkommen von Vergewaltigungen zu steigern. Bis dahin wurden Vergewaltigungen selten diskutiert oder zugegeben:

“Until the 1970s, most Americans assumed that rape, incest, and wife-beating rarely happened.”

„Bis in die 1970er Jahre nahmen die meisten Amerikaner an, dass Vergewaltigung, Inzest und das Verprügeln von Ehefrauen kaum vorkämen.“

Teil der Bewusstmachungsbestrebungen war die Etablierung des Begriffs Rape Culture. Laut der Encyclopedia of Rape entstand der englische Begriff während der zweiten Welle des Feminismus in den USA, wurde in den 1970er Jahren in unterschiedlichen Medien vielfach verbreitet und wird heute von Feministen häufig verwendet, um die zeitgenössische amerikanische Kultur als Ganzes zu beschreiben.
Eines der ersten Bücher, das den Begriff Rape Culture verwendete, war Rape: The First Sourcebook for Women von 1974. Es enthielt Berichte von Vergewaltigungen aus erster Hand und trug wesentlich zur Bewusstmachung in der Öffentlichkeit bei. Das im Buch postulierte Ziel ist die „Eliminierung von Vergewaltigungen“, was aber nicht ohne eine revolutionäre Transformation der Gesellschaft erreicht werden könne. 1975 erschien der Dokumentarfilm Rape Culture, in dem sowohl Opfer von Vergewaltigungen als auch Täter zu Wort kommen. Es war einer der ersten Filme, die eine Verbindung zwischen Vergewaltigungen und dem gesellschaftlichen Verständnis von Erotik sowie der medialen Verharmlosung von sexualisierter Gewalt herstellten.

## Ausformungen
Eine Rape Culture äußert sich am Verhalten der in ihr agierenden Menschen. Die Existenz einer Rape Culture korreliert dabei mit zahlreichen anderen sozialen Faktoren wie Rassismus, Homophobie, Altersdiskriminierung, Klassismus (die systematische Diskriminierung einer Gruppe durch eine andere, basierend auf ökonomischen Unterschieden), religiöser Intoleranz und weiteren Formen von Diskriminierung.

### Vergewaltigungsmythen
Vergewaltigungsmythen sind stereotype Annahmen, die über Vergewaltigungen als solches sowie über Täter und Opfer kursieren. Dabei kann zwischen frauen- und männerzentrierten Vergewaltigungsmythen unterschieden werden. Unter die erste Kategorie fallen Behauptungen, die suggerieren, dass Opfer eine Mitschuld an Vergewaltigungen tragen würden. Solche Mythen sind beispielsweise folgende:
- Die meisten Vergewaltigungen erfolgen durch Fremde und passieren an dunklen, einsamen Plätzen, welche daher von Frauen gemieden werden müssen (In Wahrheit findet die Mehrheit der Vergewaltigungen in den eigenen vier Wänden statt und die Täter sind Partner oder Bekannte).[13][14]
- Es werden nur junge und hübsche Frauen vergewaltigt, die die Täter z. B. durch ihren Kleidungsstil zur Tat provozieren (In Wahrheit werden die verschiedensten Menschen vergewaltigt und ihre Kleiderwahl zum jeweiligen Zeitpunkt der Tat ist sehr unterschiedlich, was darauf schließen lässt, dass nicht sie, sondern die Täter für die Tat verantwortlich sind).[13][15]
- Wenn sich eine Person nicht wehrt, ist es keine Vergewaltigung (Diese Argumentation kommt häufig bei Angeklagten in Sexualstrafverfahren vor, die dann insistieren, davon ausgegangen zu sein, dass ihr Gegenüber ebenfalls Sex wollte.[16] In Wahrheit sind die Reaktionen von Betroffenen von sexualisierter Gewalt unterschiedlich. Viele Opfer verfallen beispielsweise in eine Schockstarre und wehren sich daher nicht).[17]

Männerzentrierte Vergewaltigungsmythen dienen dazu, Täter zu entlasten. Sie postulieren z. B., dass alle Vergewaltiger psychisch krank seien. Tatsächlich kommen nur etwa drei Prozent der Sexualstraftäter in den psychiatrischen Maßregelvollzug. Alle anderen Verurteilten gelten als psychisch gesund. Ein ebenfalls häufig vorkommenden männerzentrierter Vergewaltigungsmythos ist die sogenannte „Dampfkesselmetapher“. Sie besagt, dass Männer ihre sexuellen Triebe nur bedingt kontrollieren könnten und Frauen sich daher entsprechend verhalten müssten, um Vergewaltigungen zu entgehen. Die empirische Forschung findet allerdings bei Sexualstraftätern äußerst heterogene Motive für ihre Taten.
Die Akzeptanz von Vergewaltigungsmythen bedingt Victim blaming und sorgt somit dafür, dass die Schuld für sexuelle Übergriffe nicht bei Tätern, sondern bei Opfern gesucht wird. Dieselbe Funktion erfüllt Slutshaming, bei dem Menschen aufgrund ihrer sexuellen Aktivitäten herabgewürdigt werden. Es kommt vor, dass auch Opfer sexualisierter Gewalt von Slutshaming betroffen sind. Der Glaube an Vergewaltigungsmythen in Verbindung mit Victim blaming und Slutshaming rationalisiert und legitimiert sexualisierte Gewalt. Mehrere Studien deuten darauf hin, dass Männer, die selbst an Vergewaltigungsmythen glauben und/oder davon ausgehen, dass die gesellschaftliche Akzeptanz für Vergewaltigungsmythen hoch ist, eher zu einer Vergewaltigung bereit sind. Bei einer hohen gesellschaftlichen Akzeptanz von Vergewaltigungsmythen lässt sich daher von einer Rape Culture sprechen.

### Sexualisierung von Frauen und Mädchen
Laut der Juristin Samantha Y. Sneen führt die gesellschaftliche Sexualisierung von Frauen und Mädchen dazu, dass sich die Aufmerksamkeit auf den weiblichen Körper und dessen vermeintliche Signale konzentriert, während diejenigen, die sexualisieren (in aller Regel Männer und Jungen) dafür kaum kritisiert werden. Dies leiste sexualisierter Gewalt Vorschub und sei daher ein Anzeichen von Rape Culture.
Als ein weiteres konstitutives Element einer Rape Culture werden Vergewaltigungswitze und Alltagssexismus gesehen. Beides führt zu einer Objektifizierung von Frauen und normalisiert die Vorstellung, dass sie belästigt werden dürfen.
Ob es einen Zusammenhang zwischen der Existenz einer Rape Culture und der freien Verfügbarkeit von Pornografie in modernen Gesellschaften gibt, ist innerhalb der Forschung umstritten. Robert Jensen, emeritierter Professor für Journalistik, bezeichnete Pornografie beispielsweise als „Propaganda für Rape Culture“. Der Kommunikationswissenschaftler Brian McNair widersprach dieser Behauptung allerdings und verwies darauf, dass in allen Gesellschaften, in denen Pornographie zum Alltag gehört, die Anzahl der begangenen Sexualdelikte auf lange Sicht sinke.

### Milde Strafen für Täter
Eine Rape Culture lässt sich auch daran erkennen, dass die Rechtsprechung für Männer, die Sexualstraftaten begangen haben, relativ milde Strafen ausspricht. Als Beispiel hierfür wird häufig der Fall Chanel Miller angeführt. Miller wurde 2015 nach einer Party hinter einem Müllcontainer vergewaltigt, während sie bewusstlos war. Der Täter wurde zu einer Gefängnisstrafe von sechs Monaten veruteilt, die Staatsanwaltschaft hatte sechs Jahre gefordert. Der Richter begründete das wohlwollende Urteil damit, dass der Täter noch jung sei, er zuvor niemals straffällig geworden sei und auch nicht damit zu rechnen sei, dass er es in Zukunft noch einmal werden würde. Ein ähnliches Urteil wurde 2024 in Deutschland gefällt, als ein Feuerwehrmann nach einer Vergewaltigung zu elf Monaten Haft verurteilt wurde. Die Richterin begründete das Strafmaß damit, dass der Täter bei einer längeren Haftstrafe seinen Beamtenstatus verloren hätte, was für sie eine zu große Härte darstelle.
In der Forschung werden solche milden Urteile u. a. dadurch erklärt, dass es in Rape Cultures gängige Stereotype darüber gibt, wie Vergewaltiger aussehen und sich verhalten. Hierbei erkennen Forschende eine Tendenz dazu, Vergewaltiger zu entmenschlichen (sie werden beispielsweise oft als „Monster“ betitelt). Täter, die eine priviligierte soziale Stellung haben (z. B. weiß und nicht behindert sind), widerlegen diese Annahme. Daher fällt die Bereitschaft, diese Täter hart zu bestrafen deutlich geringer aus als bei Tätern, die dem Stereotyp eher entsprechen. Für diese erhöhte Empathie gegenüber privilegierten männlichen Tätern prägte die Philosophin Kate Manne den Begriff „Himpathy“. Laut der Philosophin und Literaturwissenschaftlerin Lea Fauth lenkt der Glaube daran, dass „normale“ Männer nicht vergewaltigen würden davon ab, dass sexualisierte Gewalt ein strukturelles Problem ist und ist somit ebenfalls ein Anzeichen für das Vorhandensein einer Rape Culture.

## Situation in verschiedenen Ländern

### USA
2013 protestierten Studentinnen der Ohio University mit der Parole „Blame the system, not the victim“ (Beschuldige das System, nicht das Opfer) gegen sexuelle Gewalt auf dem Campus. Caroline Kitchens, Forschungsassistentin des konservativen Thinktanks American Enterprise Institute, hielt dem entgegen, dass Statistiken des US-amerikanischen Justizministeriums eine allgegenwärtige Rape Culture nicht belegen würden. Im Nachrichtenmagazin Time vertrat sie die Meinung, es gebe keinen Beweis, dass Vergewaltigung als kulturelle Norm betrachtet werde. 2014 schrieb die feministische Autorin und Kolumnistin Jessica Valenti in der Washington Post, dass Amerika ein Vergewaltigungsproblem habe, das über das Verbrechen hinaus auf eine Kultur hinweise, die Vergewaltigung gedeihen lasse. Sie kritisierte auch die größte amerikanische Organisation gegen sexuelle Gewalt, RAINN (Rape, Abuse & Incest National Network). Diese habe der Task Force des Weißen Hauses, die Studentinnen vor sexuellen Übergriffen schützen soll, geraten, Rape Culture nicht für sexuelle Gewalt verantwortlich zu machen. Für RAINN seien Vergewaltigungen nicht von kulturellen Faktoren verursacht, sondern von bewussten Entscheidungen eines kleinen Teils der Gemeinschaft, der Verbrechen begeht.
Eine Studie, die im Februar 2015 im Journal of Adolescent Health veröffentlicht wurde, kam zu dem Ergebnis, dass sexuelle Übergriffe auf und Vergewaltigungen von College-Studentinnen epidemische Ausmaße erreicht hätten und Interventionen gegen sexuelle Gewalt auf Campus dringend nötig seien. Die Obama-Regierung initiierte mit der Kampagne It’s on Us neben einem obligatorischen Trainingsprogramm an Universitäten auch eine Änderung in der Beweisführung: Nach einer Verfügung des Bildungsministeriums der Vereinigten Staaten genügt für einen Schuldspruch in einem Campus-Verfahren nun bereits eine 50,1-prozentige Wahrscheinlichkeit, dass ein sexueller Übergriff stattgefunden hat. Dieser Vorstoß stieß auf Kritik von Juristen, die kritisierten, dass die Unschuldsvermutung damit praktisch abgeschafft werde.
In einer Studie der Association of American Universities unter 80.000 Studenten im September 2015 berichteten 26 Prozent der Frauen von erzwungenen sexuellen Kontakten und sieben Prozent von erfolgter Penetration. Bei den Männern berichteten sieben Prozent von erzwungenen sexuellen Kontakten. Nach Angaben des US-Justizministeriums werden nur 15 bis 35 Prozent dieser Gewalttaten bei der Polizei gemeldet. Im Jahr 2021 gaben 18 Prozent der Studentinnen und 5 Prozent der Studenten an amerikanischen Hochschulen an, innerhalb der letzten 12 Monate sexualisierte Gewalt erlebt zu haben.

### Indien
Indien gilt als eines der gefährlichsten Länder für Frauen weltweit. Besonders berüchtigt ist es wegen vieler Gruppenvergewaltigungen, etwa die in Delhi 2012. In der Forschung wird das hohe Maß an sexualisierter Gewalt durch ein stark patriarchales Gesellschaftssystem, in dem Victim blaming weit verbreitet ist, erklärt. Nach einer Vergewaltigung müssen die Opfer wesentlich häufiger mit gesellschaftlicher Stigmatisierung rechnen als die Täter. Dies führt auch dazu, dass bestehende Gesetze, die Vergewaltigungen verhindern sollen, oftmals nicht oder willkürlich angewendet werden.
Zu der Rape Culture in Indien trägt auch das Kastensystem bei. Wenn Männer aus höheren Kasten Frauen aus niedrigeren Kasten vergewaltigen, liegt die Sympathie der lokalen Autoritäten oftmals bei den Tätern und es wird Druck ausgeübt, das Verbrechen nicht zur Anzeige zu bringen.
Für die zahlreichen Fälle sexueller Belästigung in öffentlichen Räumen hat sich in Indien sowie in Pakistan, Bangladesh und Nepal der euphemistische Begriff Eve teasing (deutsch Eva necken) etabliert.

### Deutschland
Auch gegen Deutschland wird der Vorwurf erhoben, eine Rape Culture zu besitzen. Hierzulande werden fast 60 Prozent der Frauen mindestens einmal in ihrem Leben sexuell belästigt. Darüber hinaus wird geschätzt, dass nur eine von zehn Vergewaltigungen überhaupt angezeigt wird. Margarete Stokowski moniert in diesem Zusammenhang, dass Frauen, die nach einem Sexualdelikt Anzeige erstatten wollen, immer noch zu selten geglaubt werde und sie sich stattdessen oft z. B. für ihre Kleidung während der Tat rechtfertigen müssten.
Nach den sexuellen Übergriffen in der Silvesternacht 2015 in Köln kritisierten Stefanie Lohaus und Anne Wizorek, dass so getan werde, als hätte Deutschland durch die Aufnahme von Geflüchteten eine Rape Culture gewissermaßen importiert. Sie verwiesen u. a. auf das alljährlich stattfindende Münchner Oktoberfest, bei dem jedes Jahr eine Vielzahl sexueller Übergriffe gemeldet wird, und argumentierten, dass auch in Deutschland sexualisierte Gewalt häufig verharmlost werde. Lohaus sagte allerdings ein Jahr später in einem Interview mit dem Deutschlandfunk, dass nach den gesellschaftlichen Debatten über sexualisierte Gewalt im Zuge von #aufschrei und #metoo eine stärkere Sensibilisierung in Deutschland für das Thema erkennbar sei.
Die Juristin Anna Renda geht davon aus, dass das deutsche Sexualstrafrecht von einer Rape Culture geprägt sei. Sie begründet dies damit, dass auch nach der Reform 2016, in der der Grundsatz „Nein heißt Nein“ Eingang in den § 177 StGB gefunden hat, die Verantwortlichkeit für die Verhinderung einer Vergewaltigung weiterhin beim Opfer liege. Demnach könne nur ein Sexualstrafrecht, das sich am Prinzip Ja heißt Ja, also der aktiven Zustimmung aller Parteien vor dem Sex, orientiert, die sexuelle Selbstbestimmung umfassend schützen.

### Frankreich
In Frankreich nahm die gesellschaftliche Diskussion rund um das Phänomen der Rape Culture vor allem im Zuge des Gerichtsprozesses bezüglich der Vergewaltigungen von Mazan an Fahrt auf. Gisèle Pelicot war von ihrem Ehemann über Jahre hinweg regelmäßig unter Drogen gesetzt und anschließend von ihm und insgesamt über 80 weiteren Männern vergewaltigt worden. Pelicot bestand auf einen öffentlichen Prozess und statuierte: „Die Scham muss die Seite wechseln“. Für Bestürzung sorgte, dass die Täter in aller Regel „ganz normale“ Männer waren, die oft auch verheiratet und Familienväter waren. Dies entlarvte den Glauben, dass Vergewaltiger stets triebgesteuerte Außenseiter seien, als Vergewaltigungsmythos. Außerdem schockierte Beobachter die Argumentation vieler der Angeklagten, sie hätten Pelicot nicht vergewaltigt, da ihr Ehemann ihnen den Geschlechtsverkehr erlaubt hat. Die Täter offenbarten dadurch, dass sie der Überzeugung sind, ein Ehemann könne bestimmen, was mit dem Körper seiner Frau passiert.
Während des Prozesses gingen tausende Menschen in verschiedenen Städten Frankreichs auf die Straßen, um gegen die aus ihrer Sicht allgegenwärtige Rape Culture in Frankreich zu protestieren.